# Spring Stampede
Spring Stampede era un evento a pagamento, nonché un pay-per-view prodotto dalla World Championship Wrestling. La prima edizione andò in scena il 17 aprile 1994, e poi annualmente dal 1997 al 2000.

## Date e luoghi di Spring Stampede
| Evento                 | Data           | Città                | Luogo            | Main event |
| ---------------------- | -------------- | -------------------- | ---------------- | --- |
| Spring Stampede (1994) | 17 aprile 1994 | Chicago (Illinois)   | Rosemont Horizon | Ric Flair (c) vs. Ricky Steamboat per il WCW World Heavyweight Championship |
| Spring Stampede (1997) | 6 aprile 1997  | Tupelo (Mississippi) | Tupelo Coliseum  | Diamond Dallas Page vs. Randy Savage in un No Disqualification match |
| Spring Stampede (1998) | 19 aprile 1998 | Denver (Colorado)    | Denver Coliseum  | Sting (c) vs. Randy Savage in un No Disqualification match per il WCW World Heavyweight Championship                                                                            |
| Spring Stampede (1999) | 11 aprile 1999 | Tacoma (Washington)  | Tacoma Dome      | Ric Flair (c) vs. Hollywood Hogan vs. Sting vs. Diamond Dallas Page in un Four Corners match per il WCW World Heavyweight Championship (con Randy Savage come arbitro speciale) |
| Spring Stampede (2000) | 16 aprile 2000 | Chicago (Illinois)   | United Center    | Diamond Dallas Page vs. Jeff Jarrett per il vacante WCW World Heavyweight Championship                                                                                          |

### 1994
Spring Stampede 1994 si svolse il 17 aprile 1994 presso il Rosemont Horizon di Chicago, Illinois, Stati Uniti.
Il main event dello show fu il match tra Ric Flair e Ricky Steamboat per il WCW World Heavyweight Championship. L'incontro terminò con un doppio schienamento, e data la parità Flair mantenne il titolo. Tuttavia, il Commissioner WCW Nick Bockwinkel successivamente privò Flair del titolo e sancì un rematch tra i due da disputarsi nella puntata del 14 maggio di WCW Saturday Night (dove prevalse Flair).
Altri match notevoli che si svolsero all'evento furono Sting contro Rick Rude con in palio l'International World Heavyweight Championship, e Vader contro The Boss.
| N.         | Risultati                                                                                            | Stipulazione                                                         | Durata |
| ---------- | --- | -------------------------------------------------------------------- | ------ |
| Dark match | Danny Bonaduce sconfigge Christopher Knight                                                          | Single match                                                         | N/A    |
| Dark match | Pat Tanaka & Haito sconfiggono Kevin Sullivan & Dave Sullivan                                        | Tag team match                                                       | N/A    |
| 1          | Johnny B. Badd sconfigge Diamond Dallas Page (con The Diamond Doll)                                  | Single match                                                         | 05:05  |
| 2          | Lord Steven Regal (c) (con Sir William) contro Brian Pillman termina in pareggio per limite di tempo | Single match per il WCW World Television Championship                | 15:00  |
| 3          | The Nasty Boys (Brian Knobbs & Jerry Sags) sconfiggono Cactus Jack & Maxx Payne                      | Chicago Street Fight                                                 | 15:00  |
| 4          | Steve Austin (c) (con Col. Robert Parker) sconfigge The Great Muta per squalifica                    | Single match per il WCW United States Heavyweight Championship       | 16:20  |
| 5          | Sting sconfigge Rick Rude (c)                                                                        | Single match per il WCW International World Heavyweight Championship | 12:50  |
| 6          | Bunkhouse Buck (con Col. Robert Parker) sconfigge Dustin Rhodes                                      | Bunkhouse match                                                      | 14:11  |
| 7          | Vader (con Harley Race) sconfigge The Boss                                                           | Single match                                                         | 09:02  |
| 8          | Ric Flair (c) contro Ricky Steamboat termina con un doppio schienamento                              | Single match per il WCW World Heavyweight Championship               | 32:19  |

### 1997
Spring Stampede 1997 si svolse il 6 aprile 1997 presso il Tupelo Coliseum di Tupelo, Mississippi, Stati Uniti.
Il main event dello show fu il No Disqualification match tra Randy Savage e Diamond Dallas Page, vinto da Page. Altri incontri di rilievo furono il Four Corners match tra Lex Luger, The Giant, Booker T, e Stevie Ray; e il Tag team match The Outsiders contro The Steiner Brothers per i WCW World Tag Team Championship, che si trasformò in un match singolo tra Kevin Nash e Rick Steiner dopo che Scott Hall non si presentò all'evento e Scott Steiner venne arrestato poco tempo prima dell'inizio dello show quella sera stessa. L'evento è inoltre famigerato per la gaffe di Booker T che in un celebre promo apostrofò in diretta Hulk Hogan chiamandolo "nigger" ("negro").
| N. | Risultati                                                                                            | Stipulazione                                                   | Durata |
| -- | --- | -------------------------------------------------------------- | ------ |
| 1  | Rey Misterio Jr. sconfigge Último Dragón                                                             | Single match                                                   | 14:55  |
| 2  | Akira Hokuto (c) sconfigge Madusa                                                                    | Single match per il WCW Women's Championship                   | 05:13  |
| 3  | Prince Iaukea (c) sconfigge Lord Steven Regal                                                        | Single match per il WCW World Television Championship          | 10:01  |
| 4  | The Public Enemy (Rocco Rock & Johnny Grunge) sconfiggono Steve McMichael & Jeff Jarrett (con Debra) | Tag team match                                                 | 10:42  |
| 5  | Dean Malenko (c) contro Chris Benoit (con Woman) termina in no contest                               | Single match per il WCW United States Heavyweight Championship | 17:53  |
| 6  | Kevin Nash (c) (con Syxx & Ted DiBiase) sconfigge Rick Steiner                                       | Single match per i WCW World Tag Team Championship             | 10:20  |
| 7  | Lex Luger sconfigge The Giant, Booker T, e Stevie Ray                                                | Four Corners match                                             | 18:18  |
| 8  | Diamond Dallas Page (con Kimberly Page) sconfigge Randy Savage (con Miss Elizabeth)                  | No disqualification match                                      | 15:38  |

### 1998
Spring Stampede 1998 si svolse il 19 aprile 1998 presso il Coliseum di Denver, Colorado, Stati Uniti.
Il main event della serata fu il No Disqualification match tra Sting e Randy Savage con in palio il titolo WCW World Heavyweight Championship. Savage schienò Sting e vinse la cintura.
Altri match di rilievo che si svolsero all'evento furono Diamond Dallas Page contro Raven in un Raven's Rules match per il WCW United States Heavyweight Championship, Hollywood Hogan & Kevin Nash contro Roddy Piper & The Giant in un Baseball Bat on a Pole match, e Lex Luger & Rick Steiner contro Scott Steiner & Buff Bagwell in un tag team match.
| N. | Risultati                                                                    | Stipulazione                                                          | Durata |
| -- | ---------------------------------------------------------------------------- | --------------------------------------------------------------------- | ------ |
| 1  | Goldberg sconfigge Perry Saturn (con Billy Kidman)                           | Single match                                                          | 08:10  |
| 2  | Último Dragón sconfigge Chavo Guerrero Jr. (con Eddie Guerrero)              | Single match                                                          | 11:49  |
| 3  | Booker T (c) sconfigge Chris Benoit                                          | Single match per il WCW World Television Championship                 | 14:11  |
| 4  | Curt Hennig (con Rick Rude) sconfigge The British Bulldog (con Jim Neidhart) | Single match                                                          | 04:48  |
| 5  | Chris Jericho (c) sconfigge Prince Iaukea                                    | Single match per il WCW Cruiserweight Championship                    | 09:55  |
| 6  | Rick Steiner & Lex Luger sconfiggono Scott Steiner & Buff Bagwell            | Tag team match                                                        | 05:58  |
| 7  | Psychosis sconfigge La Parka                                                 | Single match                                                          | 06:59  |
| 8  | Hollywood Hogan & Kevin Nash sconfiggono Roddy Piper & The Giant             | Baseball Bat on a Pole match                                          | 13:23  |
| 9  | Raven sconfigge Diamond Dallas Page (c)                                      | Raven's Rules match per il WCW United States Heavyweight Championship | 11:52  |
| 10 | Randy Savage (con Miss Elizabeth) sconfigge Sting (c)                        | No Disqualification match per il WCW World Heavyweight Championship   | 10:08  |

### 1999
Spring Stampede 1999 si svolse l'11 aprile 1999 presso il Tacoma Dome di Tacoma, Washington, Stati Uniti.
Il main event della serata fu il Four Corners match per il titolo WCW World Heavyweight Championship, dove Ric Flair difese la cintura contro Hollywood Hogan, Sting, e Diamond Dallas Page, con Randy Savage nelle vesti di arbitro speciale ospite. Page vinse il titolo.
Altri match di rilievo dello show furono Goldberg contro Kevin Nash, Booker T contro Scott Steiner per il vacante WCW United States Heavyweight Championship, e Chris Benoit & Dean Malenko contro Raven & Perry Saturn.
| N. | Risultati                                                                       | Stipulazione                                                                                          | Durata |
| -- | ------------------------------------------------------------------------------- | --- | ------ |
| 1  | Juventud Guerrera sconfigge Blitzkrieg                                          | Single match                                                                                          | 11:11  |
| 2  | Bam Bam Bigelow sconfigge Hak (con Chastity)                                    | Hardcore match                                                                                        | 07:03  |
| 3  | Scotty Riggs sconfigge Mikey Whipwreck                                          | Single match                                                                                          | 14:11  |
| 4  | Konnan sconfigge Disco Inferno                                                  | Single match                                                                                          | 09:17  |
| 5  | Rey Misterio Jr. (c) sconfigge Billy Kidman                                     | Single match per il WCW Cruiserweight Championship                                                    | 15:32  |
| 6  | Chris Benoit & Dean Malenko (con Arn Anderson) sconfiggono Raven & Perry Saturn | Tag team match                                                                                        | 14:11  |
| 7  | Scott Steiner sconfigge Booker T (c)                                            | Single match per il WCW United States Heavyweight Championship                                        | 15:37  |
| 8  | Goldberg sconfigge Kevin Nash (con Lex Luger & Miss Elizabeth)                  | Single match                                                                                          | 07:44  |
| 9  | Diamond Dallas Page sconfigge Ric Flair (c), Hollywood Hogan e Sting            | Four Corners match per il WCW World Heavyweight Championship (con Randy Savage come arbitro speciale) | 17:27  |

### 2000
Spring Stampede 2000 si svolse il 16 aprile 2000 presso lo United Center di Chicago, Illinois, Stati Uniti. Fu l'ultima edizione del pay-per-view prodotta dalla World Championship Wrestling.
L'evento fu notevole per la creazione di una "nuova" WCW dopo che Eric Bischoff e Vince Russo avevano riformato la compagnia rendendo vacanti tutti i titoli e rinnovando il roster WCW. Durante l'evento si svolsero dei tornei per l'assegnazione delle varie cinture. Il main event dello show fu la finale del torneo per il vacante WCW World Heavyweight Championship tra Diamond Dallas Page e Jeff Jarrett. Durante il match, la moglie di Page, Kimberly, tradì il marito, alleandosi con Jarrett e permettendogli così di vincere il titolo.
Allo show si svolse anche il torneo per l'assegnazione dei titoli World Tag Team e United States Heavyweight. Shane Douglas & Buff Bagwell sconfissero Ric Flair & The Total Package aggiudicandosi le cinture World Tag Team Championship, mentre Scott Steiner sconfisse Sting vincendo il vacante United States Heavyweight Championship. Chris Candido prevalse in un Six-Way match per il vacante Cruiserweight Championship, e Terry Funk sconfisse Norman Smiley in un Hardcore match per la cintura Hardcore Championship.
Gli eventi del pay-per-view portarono all'inizio di un angle nel quale il roster WCW era diviso in due fazioni: New Blood e Millionaire's Club. I New Blood erano un gruppo di giovani wrestler heel affamati di vittorie, mentre il Millionaire's Club erano gli "eroici" veterani del ring ricchi e famosi.
| N. | Risultati | Stipulazione                                                                | Durata |
| -- | --- | --------------------------------------------------------------------------- | ------ |
| 1  | Ric Flair & The Total Package (con Elizabeth) sconfiggono The Harris Brothers (Ron & Don) e The Mamalukes (Johnny the Bull & Big Vito) (con Disco Inferno)       | Triple threat match                                                         | 06:11  |
| 2  | Mancow (con Al Roker Jr., Turd the Bartender, & Freak) sconfiggono Jimmy Hart                                                                                    | Single match                                                                | 02:48  |
| 3  | Scott Steiner sconfigge The Wall per squalifica | Single match                                                                | 03:53  |
| 4  | Mike Awesome sconfigge Ernest Miller | Single match                                                                | 04:00  |
| 5  | Shane Douglas & Buff Bagwell sconfiggono Harlem Heat 2000 (Stevie Ray & Big T) (con J. Biggs & Kash)                                                             | Tag team match                                                              | 02:41  |
| 6  | Sting sconfigge Booker | Single match                                                                | 06:34  |
| 7  | Vampiro sconfigge Billy Kidman (con Torrie Wilson) | Single match                                                                | 08:28  |
| 8  | Terry Funk sconfigge Norman Smiley | Hardcore match per il vacante WCW Hardcore Championship                     | 08:02  |
| 9  | Scott Steiner sconfigge Mike Awesome | Single match                                                                | 03:14  |
| 10 | Sting sconfigge Vampiro | Single match                                                                | 05:59  |
| 11 | Chris Candido (con Tammy Lynn Sytch) sconfigge The Artist (con Paisley), Juventud Guerrera, Shannon Moore (con Shane Helms), Lash LeRoux e Crowbar (con Daffney) | Six-Way match per il vacante WCW Cruiserweight Championship                 | 05:12  |
| 12 | Shane Douglas & Buff Bagwell (con Vince Russo) sconfiggono Ric Flair & The Total Package (con Elizabeth)                                                         | Finale del torneo per il vacante WCW World Tag Team Championship            | 08:29  |
| 13 | Scott Steiner sconfigge Sting per KO tecnico | Finale del torneo per il vacante WCW United States Heavyweight Championship | 05:33  |
| 14 | Jeff Jarrett sconfigge Diamond Dallas Page (con Kimberly Page)                                                                                                   | Finale del torneo per il vacante WCW World Heavyweight Championship         | 15:02  |

#### Tornei

##### World Heavyweight Championship Tournament
|  | Quarti di finale | Quarti di finale    | Quarti di finale |              |      | Semifinali          | Semifinali | Semifinali |  |  | Finale (PPV) | Finale (PPV)        | Finale (PPV) |
|  |                  |                     |                  |              |      |                     |            |            |  |  |              |                     |              |
|  | 1                | The Total Package   | 5:00             |              |      |                     |            |            |  |  |              |                     |              |
|  | 8                | Diamond Dallas Page | Pin              |              |      |                     |            |            |  |  |              |                     |              |
|  | 8                | Diamond Dallas Page | Pin              |              |      | Diamond Dallas Page | 9:01       |            |  |  |              |                     |              |
|  |                  |                     |                  |              |      | Diamond Dallas Page | 9:01       |            |  |  |              |                     |              |
|  |                  |                     | Sting            | Pin          |      |                     |            |            |  |  |              |                     |              |
|  | 4                | Sid Vicious         | Sting            | Pin          | 5:00 |                     |            |            |  |  |              |                     |              |
|  | 4                | Sid Vicious         |                  |              | 5:00 |                     |            |            |  |  |              |                     |              |
|  | 5                | Sting               | CO               |              |      |                     |            |            |  |  |              |                     |              |
|  |                  |                     |                  |              |      |                     |            |            |  |  |              | Diamond Dallas Page | 15:02        |
|  |                  |                     |                  | Jeff Jarrett | Pin  |                     |            |            |  |  |              |                     |              |
|  | 3                | BYE                 | na               |              |      |                     |            |            |  |  |              |                     |              |
|  | 6                | BYE                 | na               |              |      |                     |            |            |  |  |              |                     |              |
|  | 6                | BYE                 | na               |              |      | Jeff Jarrett        | na         |            |  |  |              |                     |              |
|  |                  |                     |                  |              |      | Jeff Jarrett        | na         |            |  |  |              |                     |              |
|  |                  |                     | BYE              | na           |      |                     |            |            |  |  |              |                     |              |
|  | 2                | Curt Hennig         | BYE              | na           | 8:52 |                     |            |            |  |  |              |                     |              |
|  | 2                | Curt Hennig         |                  |              | 8:52 |                     |            |            |  |  |              |                     |              |
|  | 7                | Jeff Jarrett        | Pin              |              |      |                     |            |            |  |  |              |                     |              |

##### World Tag Team Championship Tournament
|  | Semifinali (PPV)                                                                       | Semifinali (PPV)                                                                       | Semifinali (PPV)             |                              |                           | Finale (PPV)              | Finale (PPV) | Finale (PPV) |  |
|  |                                                                                        |                                                                                        |                              |                              |                           |                           |              |              |  |
|  | Ric Flair & The Total Package                                                          | Ric Flair & The Total Package                                                          | 6:11                         |                              |                           |                           |              |              |  |
|  | Ric Flair & The Total Package                                                          | Ric Flair & The Total Package                                                          | 6:11                         |                              |                           |                           |              |              |  |
|  | The Harris Brothers (Ron Harris & Don Harris) e The Mamalukes (Johnny the Bull & Vito) | The Harris Brothers (Ron Harris & Don Harris) e The Mamalukes (Johnny the Bull & Vito) | Pin                          |                              |                           |                           |              |              |  |
|  | The Harris Brothers (Ron Harris & Don Harris) e The Mamalukes (Johnny the Bull & Vito) | The Harris Brothers (Ron Harris & Don Harris) e The Mamalukes (Johnny the Bull & Vito) | Pin                          |                              | Ric Flair & Total Package | Ric Flair & Total Package | 8:29         |              |  |
|  |                                                                                        |                                                                                        |                              |                              | Ric Flair & Total Package | Ric Flair & Total Package | 8:29         |              |  |
|  |                                                                                        |                                                                                        | Shane Douglas & Buff Bagwell | Shane Douglas & Buff Bagwell | Pin                       |                           |              |              |  |
|  | Harlem Heat 2000 (Stevie Ray & Big T)                                                  | Harlem Heat 2000 (Stevie Ray & Big T)                                                  | Shane Douglas & Buff Bagwell | Shane Douglas & Buff Bagwell | Pin                       | 2:41                      |              |              |  |
|  | Harlem Heat 2000 (Stevie Ray & Big T)                                                  | Harlem Heat 2000 (Stevie Ray & Big T)                                                  |                              |                              |                           |                           |              |              |  |
|  | Shane Douglas & Buff Bagwell                                                           | Shane Douglas & Buff Bagwell                                                           | Pin                          |                              |                           |                           |              |              |  |

##### United States Heavyweight Championship Tournament
|  | Quarti di finale (PPV) | Quarti di finale (PPV) | Quarti di finale (PPV) |       |      | Semifinali (PPV) | Semifinali (PPV) | Semifinali (PPV) |  |  | Finale (PPV) | Finale (PPV)  | Finale (PPV) |
|  |                        |                        |                        |       |      |                  |                  |                  |  |  |              |               |              |
|  | 1                      | Scott Steiner          | 3:53                   |       |      |                  |                  |                  |  |  |              |               |              |
|  | 8                      | The Wall               | DQ                     |       |      |                  |                  |                  |  |  |              |               |              |
|  | 8                      | The Wall               | DQ                     |       |      | Scott Steiner    | 3:14             |                  |  |  |              |               |              |
|  |                        |                        |                        |       |      | Scott Steiner    | 3:14             |                  |  |  |              |               |              |
|  |                        |                        | Mike Awesome           | Sub   |      |                  |                  |                  |  |  |              |               |              |
|  | 4                      | Mike Awesome           | Mike Awesome           | Sub   | 4:00 |                  |                  |                  |  |  |              |               |              |
|  | 4                      | Mike Awesome           |                        |       | 4:00 |                  |                  |                  |  |  |              |               |              |
|  | 5                      | Ernest Miller          | Pin                    |       |      |                  |                  |                  |  |  |              |               |              |
|  |                        |                        |                        |       |      |                  |                  |                  |  |  |              | Scott Steiner | 5:33         |
|  |                        |                        |                        | Sting | Sub  |                  |                  |                  |  |  |              |               |              |
|  | 3                      | Booker T               | 6:34                   |       |      |                  |                  |                  |  |  |              |               |              |
|  | 6                      | Sting                  | Pin                    |       |      |                  |                  |                  |  |  |              |               |              |
|  | 6                      | Sting                  | Pin                    |       |      | Vampiro          | 5:59             |                  |  |  |              |               |              |
|  |                        |                        |                        |       |      | Vampiro          | 5:59             |                  |  |  |              |               |              |
|  |                        |                        | Sting                  | Sub   |      |                  |                  |                  |  |  |              |               |              |
|  | 2                      | Vampiro                | Sting                  | Sub   | 8:28 |                  |                  |                  |  |  |              |               |              |
|  | 2                      | Vampiro                |                        |       | 8:28 |                  |                  |                  |  |  |              |               |              |
|  | 7                      | Billy Kidman           | Pin                    |       |      |                  |                  |                  |  |  |              |               |              |